# Esarcato patriarcale dell'Iraq
L'esarcato patriarcale dell'Iraq è una sede della Chiesa cattolica in Iraq immediatamente soggetta al patriarcato di Antiochia dei Melchiti. Nel 2022 contava 70 battezzati. La sede è vacante.

## Territorio
L'esarcato patriarcale estende la sua giurisdizione sui fedeli cattolici melchiti dell'Iraq.
Esiste una sola parrocchia, a Baghdad, nella chiesa di San Giorgio, inaugurata il 27 aprile 1962.

## Storia
Dalla seconda metà del XVIII secolo cominciarono ad installarsi in Iraq cristiani melchiti, ai quali i missionari latini o il clero di altre chiese orientali assicuravano il servizio religioso.
Fu il patriarca Maximos III Mazloum ad istituire l'esarcato patriarcale dell'Iraq il 17 settembre 1838.
Tuttavia fu solo con l'archimandrita Maximos Hakim che la piccola comunità greco-melchita irachena poté avere la sua chiesa propria dedicata a San Giorgio; questa venne bombardata il 17 ottobre 2003 durante la seconda guerra del Golfo.
A partire dal 2007 il patriarca stesso si è assunto la responsabilità diretta dell'esarcato.

## Cronotassi degli esarchi
Si omettono i periodi di sede vacante non superiori ai 2 anni o non storicamente accertati.
- Macarios Andraos † (1838 - 1886 deceduto)
- Romanos Kallab † (1886 - 1926 deceduto)
- Maximos Hakim † (1926 - 1964 deceduto)
- Isaiah Dakkak (1964 - 1971)
- Basilios Kanakry (1971 - 1978)
- Laurent Fayçal, B.S. (1979 - 1985 dimesso)
- Nicholas Dagher (1986 - 1994 dimesso)
- Georges El-Murr, B.C. † (1994 - 23 giugno 2007 dimesso)
  - Sede amministrata dal Patriarca dal 2007

## Statistiche
L'esarcato patriarcale nel 2022 contava 70 battezzati.
| anno | popolazione | popolazione | popolazione | presbiteri | presbiteri | presbiteri | presbiteri                | diaconi | religiosi | religiosi | parrocchie |
| anno | battezzati  | totale      | %           | numero     | secolari   | regolari   | battezzati per presbitero | diaconi | uomini    | donne     | parrocchie |
| ---- | ----------- | ----------- | ----------- | ---------- | ---------- | ---------- | ------------------------- | ------- | --------- | --------- | ---------- |
| 2001 | 100         | ?           | ?           | 1          | 1          |            | 100                       |         |           |           | 1          |
| 2010 | 400         | ?           | ?           | 3          | 2          | 1          | 133                       |         | 1         |           | 1          |
| 2012 | 200         | ?           | ?           |            |            |            |                           |         |           |           | 1          |
| 2017 | 200         | ?           | ?           |            |            |            |                           |         |           |           | 1          |
| 2020 | 205         | ?           | ?           |            |            |            |                           |         |           |           | 1          |
| 2022 | 70          | ?           | ?           | 2          | 2          |            | 35                        |         |           |           | 1          |